# Pizza-ghetti

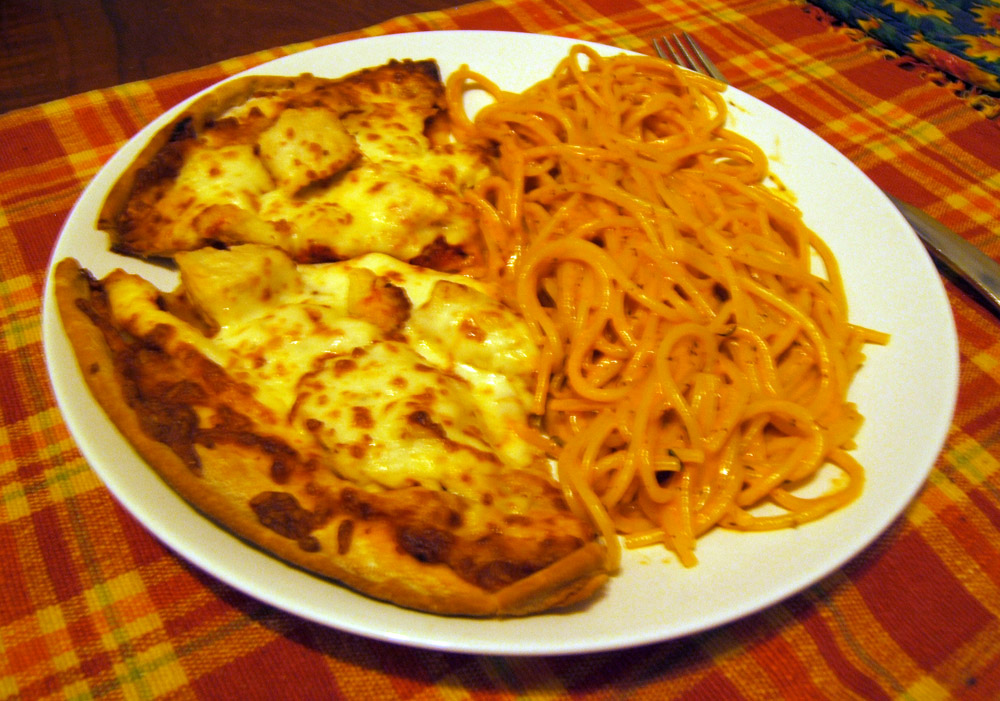
Pizzaghetti

La Pizza-ghetti (a veces como un acrónimo: pizzaghetti) es la denominación en Cuba de un plato en el que se sirve una combinación de pizza y espagueti. 
Es considerado un plato fast food de los restaurantes familiares a través del área de la provincia de Pinar del Río así como en otros restaurantes de La Habana, Cuba.

## Características
Por regla general se suele servir en un plato en el que se pone una porción de pizza y una cierta cantidad de spaghetti con salsa de tomate.